# Limonia fusciceps nigricuspis
Limonia fusciceps nigricuspis is een ondersoort van de tweevleugelige Limonia fusciceps uit de familie steltmuggen (Limoniidae). De soort komt voor in het Palearctisch gebied.